# Pstriná
Pstriná (bis 1927 slowakisch „Pstrina“ oder „Postrina“; ungarisch Peszternye – bis 1907 Psztrina, russinisch Пстрина/Pstryna) ist eine Gemeinde im Nordosten der Slowakei mit 65 Einwohnern (Stand 31. Dezember 2024), die im Okres Svidník, einem Kreis des Prešovský kraj, sowie in der traditionellen Landschaft Šariš liegt.

## Geographie

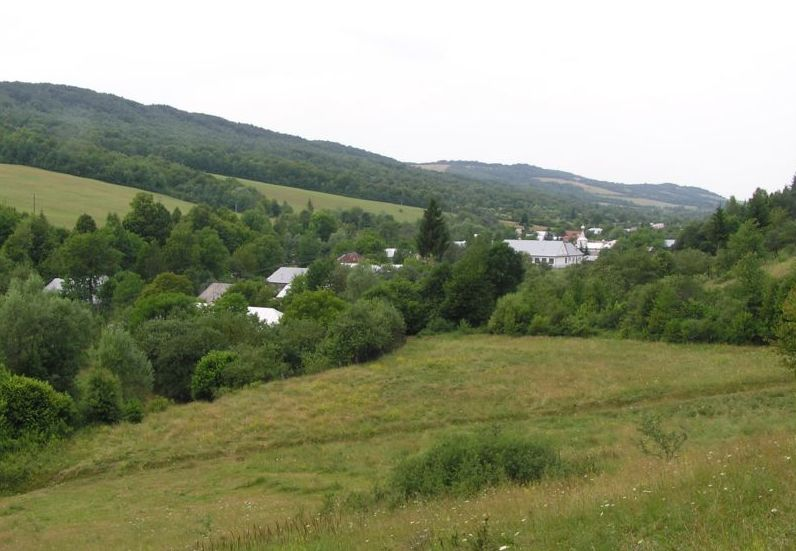
Pstriná

Die Gemeinde befindet sich in den Niederen Beskiden im Bergland Laborecká vrchovina, im Tal des Baches Mlynský potok im Einzugsgebiet der Chotčianka und weiter der Ondava. Das Ortszentrum liegt auf einer Höhe von 325 m n.m. und ist 20 Kilometer von Svidník entfernt (Straßenentfernung).
Nachbargemeinden sind Miroľa im Norden, Vladiča (Ortsteile Suchá und Vladiča) im Osten, Staškovce im Süden und Gribov im Westen.

## Geschichte

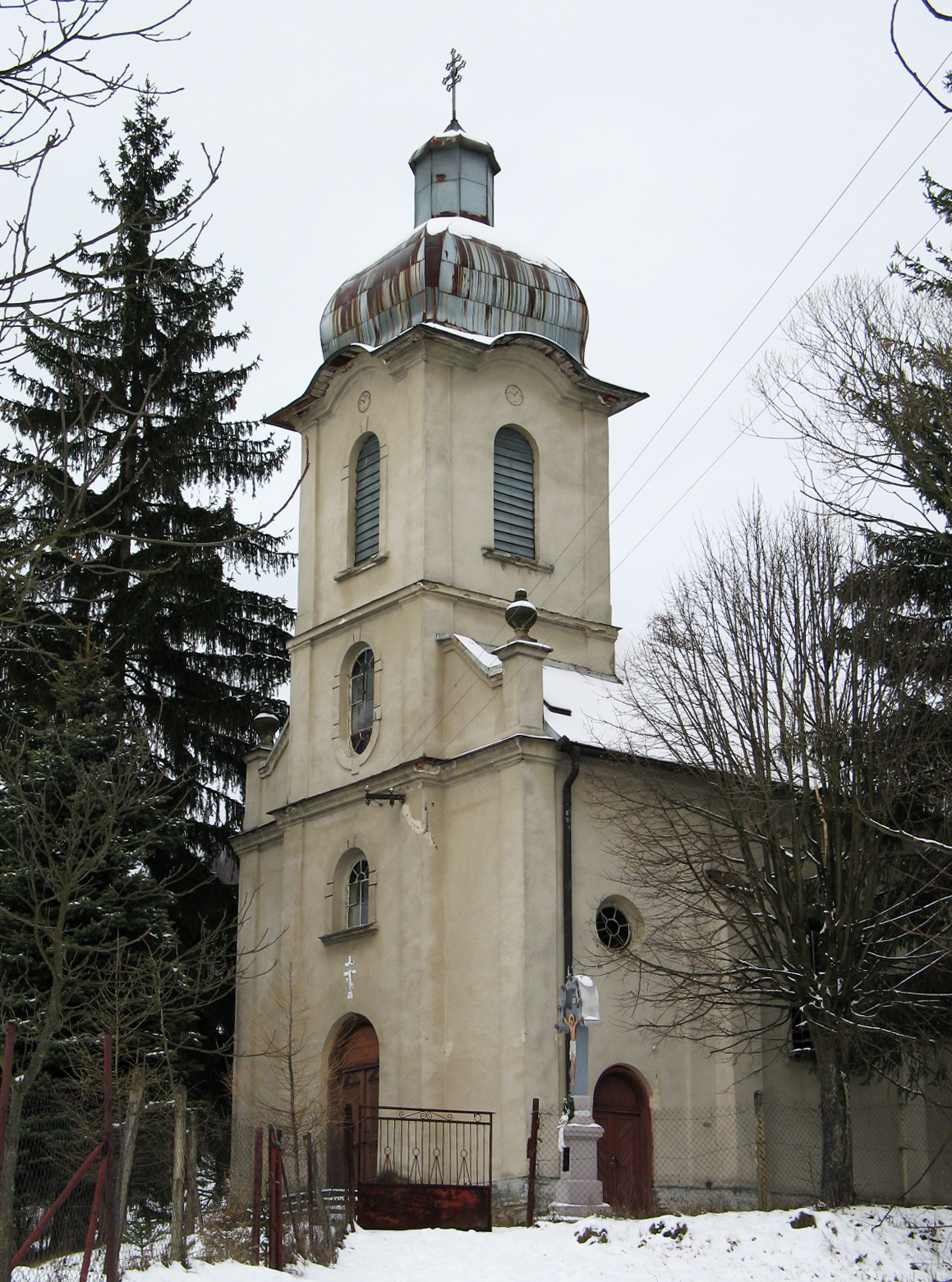
Griechisch-katholische Kirche

Pstriná wurde zum ersten Mal 1497 als Psthryna schriftlich erwähnt und lag in der Herrschaft von Makovica. Im 19. Jahrhundert war das Dorf Besitz der Familie Szirmay.
1787 hatte die Ortschaft 28 Häuser und 179 Einwohner, 1828 zählte man 21 Häuser und 185 Einwohner, die als Landwirte, Waldarbeiter und Weber tätig waren. 
Bis 1918 gehörte der im Komitat Sáros liegende Ort zum Königreich Ungarn und kam danach zur Tschechoslowakei beziehungsweise zur heutigen Slowakei. In der Zeit der ersten tschechoslowakischen Republik wanderten viele Einwohner aus. Nach dem Zweiten Weltkrieg gab es Auswanderung in den tschechischen Landesteil der Tschechoslowakei sowie in die Sowjetunion, ein Teil der Einwohner pendelte zur Arbeit in Industriegebiete in der Gegend, die Landwirte waren privat organisiert.

## Bevölkerung
| Jahr                | 1994 | 2004     | 2014    | 2024    |
| ------------------- | ---- | -------- | ------- | ------- |
| Anzahl der Personen | 89   | 59       | 60      | 65      |
| Unterschied         |      | −33,70 % | +1,69 % | +8,33 % |

| Jahr                | 2023 | 2024     |
| ------------------- | ---- | -------- |
| Anzahl der Personen | 59   | 65       |
| Unterschied         |      | +10,16 % |

Gemäß der Volkszählung 2011 wohnten in Pstriná 60 Einwohner, davon 46 Russinen, 12 Slowaken und ein Rom. Ein Einwohner machte keine Angabe zur Ethnie. 
49 Einwohner bekannten sich zur orthodoxen Kirche, vier Einwohner zur griechisch-katholischen Kirche, zwei Einwohner zu den Brethren sowie jeweils ein Einwohner zu den Zeugen Jehovas, zur apostolischen Kirche und zur Evangelischen Kirche A. B. Bei zwei Einwohnern wurde die Konfession nicht ermittelt.

## Bauwerke und Denkmäler
- griechisch-katholische Erzengel-Michael-Kirche, nach 1906 gebaut[6]
- orthodoxe Erzengel-Michael-Kirche

## Verkehr
Durch Pstriná führt die Cesta III. triedy 3548 („Straße 3. Ordnung“) von Staškovce nach Miroľa und im weiteren Verlauf als die Cesta III. triedy 3546 nach Bodružal und Krajná Poľana (Anschluss an die Cesta I. triedy 21 („Straße 1. Ordnung“)).